# Chichica (Panamá)
Munängätäte o Chichica es un corregimiento del distrito de Müna en la comarca Ngäbe-Buglé, República de Panamá. La localidad tiene 5.368 habitantes (2010).

## Demografía
En 2010 Munängätäte contaba con una población de 5 368 habitantes según datos del Instituto Nacional de Estadística y una extensión de 58,8 km² lo que equivale a una densidad de población de 64,91 habitantes por km².

### Razas y etnias
- 95,68 % Chibchas (Americanos)[5]
- 3,97 % Campesinos
- 0,35 % Afropanameños[5]

La población es mayoritariamente ngäbe, pero también podemos encontrar descendientes de buglés.